# Вырица
Вы́рица — посёлок городского типа в Гатчинском муниципальном округе Ленинградской области, бывший административный центр Вырицкого городского поселения.

## История
Хотя история поселения насчитывает несколько веков, о чём свидетельствуют раскопанные близ деревни Вырица древние курганы, сама деревня возобновилась в начале XVIII века; посёлок образован в начале XX века в результате слияния деревень Вырица, Ново-Петровское и посёлков Княжеская долина, Бор, Заречье (Михайловка) и Посёлок Эдвардса.
Земли нынешней Вырицы в древности относились к Новгородской Водской пятине, на них проживали русские, ижора и водь.
Первое упоминание этой земли под названием «Дверницы» в составе Никольского Грезневского погоста, обнаружено в писцовых книгах Новгородской земли 1499—1500 годов.
После Русско-шведской войны 1610—1617 годов эта территория отошла Швеции, но после Северной войны возвращена обратно.
На карте Ингерманландии А. И. Бергенгейма, составленной по шведским материалам 1676 года, она впервые упоминается как деревня швед. Werektca, а в 1699 году — Wiritza .
На шведской «Генеральной карте провинции Ингерманландии» 1704 года обозначена как швед. Duårnitza.
В 1797 году указом Павла I деревня Вырица Санкт-Петербургской губернии Рожественского уезда, в которой по ревизии было 20 душ мужского пола, была пожалована француженке Жанне-Аделаиде Бороздиной — графине дю Монте, приехавшей в Россию и вышедшей замуж за М. М. Бороздина. После её смерти в 1799 году Вырица перешла в собственность её мужа.
В 1846 — 1868 годах вледельцем этих земель был дворянин, подполковник, а впоследствии генерал-лейтенант Фёдор Спиридонович Ракеев. В ходе реформ по отмене крепостного права, в 1862 году 42 местных крестьянина и 8 дворовых крестьян получили вольную, каждый из них получил земельный участок в личное пользование.

ВЫРИЦЫ — деревня принадлежит Богдановой, поручице, число жителей по ревизии: 34 м. п., 49 ж. п. (1838 год)

Как деревня Вырица (Выресица), упоминается в 1844 году на специальной карте западной части России Ф. Ф. Шуберта.

ВЫРИЦЫ — деревня господина Ракеева, по просёлочной дороге, число дворов — 16, число душ — 44 м. п.

НОВОПЕТРОВСКАЯ — деревня господ Демидовых, по просёлочной дороге, число дворов — 5, число душ — 13 м. п.

ЗАРЕЧЬЕ — деревня господ Черновых и Арненга, по просёлочной дороге, число дворов — 80, число душ — 211 м. п.(1856 год)

ВЫРИЦЫ — деревня владельческая при реке Оредежи, число дворов — 69, число жителей: 201 м. п., 250 ж. п.

ВЫРИЦКИЙ — завод владельческий при реке Оредежи, число дворов — 1, число жителей: 6 м. п., 3 ж. п.; Завод лесопильный.

НОВОПЕТРОВСКОЕ — деревня владельческая при реке Оредежи, число дворов — 10, число жителей: 46 м. п., 30 ж. п. (1862 год)

В 1869 году деревню Вырица приобрёл князь Пётр Львович Витгенштейн, согласно продажной описи там уже имелся лесопильный завод и мукомольная мельница на реке Оредеж.
В 1877—1878 годах временнообязанные крестьяне деревни выкупили свои земельные наделы у князя П. Л. Витгенштейна и стали собственниками земли.
Согласно военно-топографической карте Санкт-Петербургской губернии 1879 года деревня называлась Выросица (Вырица), в ней была «Пильная мельница» и 4 крестьянских двора. В 1884 году лесопилку переоборудовали и оснастили паровой машиной.

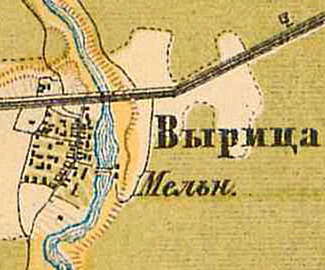
План деревни Вырица. 1885 год

В конце XIX — начале XX века деревня административно относилась к Рождественской волости 2-го стана Царскосельского уезда Санкт-Петербургской губернии.
Согласно материалам по статистике народного хозяйства Царскосельского уезда 1888 года, имения Дружноселье, Вырица и Белягорка общей площадью 16 426 десятины принадлежали князю П. Л. Витгенштейну. Мельницу, три дачи, пивоваренный завод, ягодный огород и фруктовые сараи хозяин сдавал в аренду. Кроме того ему принадлежал паровой лесопильный завод. Имение же при деревне Ново-Петровское площадью 2238 десятин принадлежало дворянину П. С. Карнееву, оно было приобретено в 1875 году за 23 600 рублей.
На то время семья Карнеевых стала крупнейшим землевладельцем в Вырице.
В 1897 году английский предприниматель Матвей Яковлевич Эдвардс купил земли и лесные угодья у Вырицы и с 1903 года стал продавать земельные владения под дачные участки, совместно со своими компаньонами  М.Э. Сегалем и А.Х. Ефремовым.

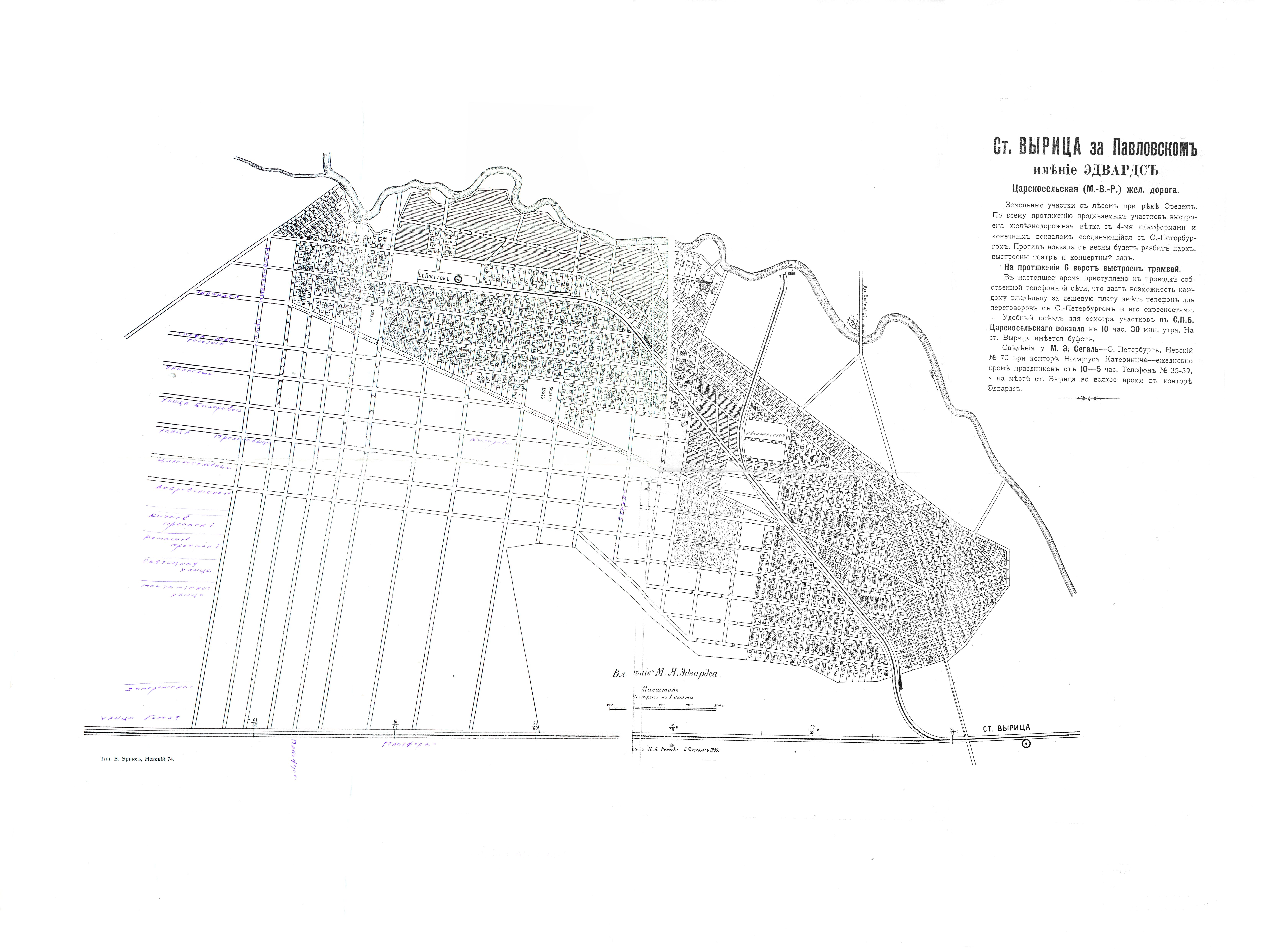
Вырица, владения Эдвардса. 1906 год

После открытия в 1904 году железнодорожной станции, Вырица стала интенсивно формироваться на землях принадлежавших князьям Витгенштейнам, Карнеевым и Эдвардсу. Появились дачные посёлки Княжеская Долина и Бор, Заречье, колония Чурикова, Посёлок Эдвардса, Долина Сегаль и Ефремова, Железнодорожная колония, имения «Катино» и «Острая Ёлка».
По данным «Памятной книжки Санкт-Петербургской губернии» за 1905 год мыза Вырица площадью 260 десятин принадлежала светлейшему князю Фёдору Львовичу Витгенштейну, брату Петра Витгенштейна. Позже земельные угодья Княжеской Долины и Бора унаследовал сын Фёдора Витгенштейна — светлейший князь Генрих Фёдорович Витгенштейн. Карнеевым принадлежала земля Заречья, колония Чурикова, а также центральная часть Вырицы у ж/д станции, включая территорию Петропавловского храма. В имении Эдвардса существовала трамвайная конка, кроме этого была построена полноценная железнодорожная ветка с несколькими платформами до ст. Посёлок, функционировала собственная телефонная станция.
В 1906 году в Вырице открылась школа. Учителем в ней работала «мадемуазель Сывина».
В 1908 году по проекту архитектора Н. И. Котовича, на пожертвования местного населения в посёлке при станции был построен храм во имя святых апостолов Петра и Павла в память о чудесном спасении Царской Семьи во время крушения поезда в Борках (1888 г.). Церковь была построена в «новомосковском стиле» и вмещала до 1500 человек. Ещё одна церковь, во имя Казанской иконы Божией Матери, была заложена 14 июля 1913 года, а ровно через год, 6 июля 1914 года — освящена. Новая церковь была построена в древнерусском стиле, по проекту архитекторов М. В. Красовского и В. П. Апышкова.
В 1913 году деревня Вырица насчитывала 27 дворов.
В 1915 году по проекту петербургского архитектора М. М. Перетятковича была выстроена деревянная церковь-школа, освящённая в честь Преображения Господня. Церковь являлась приписной к Петропавловскому храму, позднее была обращена в приходскую.
В 1918 году была образована Вырицкая волость, выделившаяся из состава Рождественской волости. Волость была упразднена в 1922 году в связи с ликвидацией, а её территория вошла в состав Лисинской и Ропшинской волостей Гатчинского уезда.
1 июня 1925 года посёлок Вырица был преобразован в дачный посёлок Вырица.
Согласно переписи населения СССР 1926 года:

ВЫРИЦА — дачный посёлок, 2920 человек;

ВЫРИЦА — посёлок, 251 человек;
 
Вырицкий кирпичный завод — 8 человек (1926 год).

1 января 1930 года к дачному посёлку Вырица был присоединён посёлок Трезвенников братца Иоанна Чурикова, называемый с 1 января 1927 года в административных справочниках просто Посёлок.

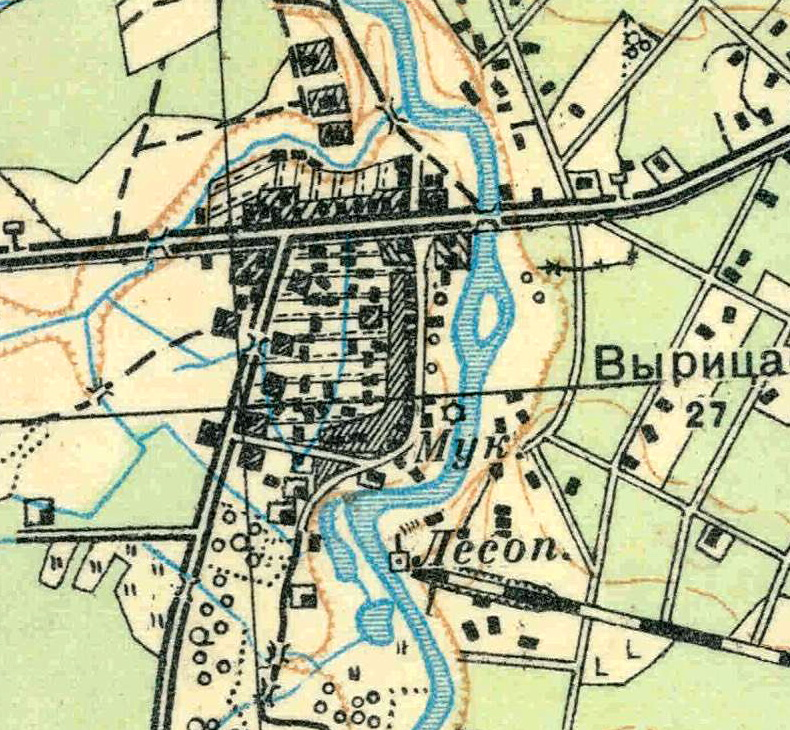
План посёлка Вырица. 1931 год

По административным данным 1933 года в Вырицкий сельсовет Красногвардейского района входили 4 населённых пункта: деревня Красная Долина; хутор Красные; выселок Трезвенников и дачный посёлок Вырица, общей численностью населения 4898 человек.
По данным на 1 января 1935 года в дачном посёлке Вырица проживали 5430 человек.
В 1936 году в состав Вырицкого сельсовета входил всего 1 населённый пункт — дачный посёлок Вырица, 67 хозяйств и 1 колхоз.
Статус рабочего посёлка был присвоен указом Президиума Верховного Совета РСФСР от 27 ноября 1938 года. Тогда же к рабочему посёлку Вырица была присоединена деревня Вырица.

### В годы Великой Отечественной войны
В конце августа 1941 года Вырица была оккупирована немецкими войсками. От боевых действий Вырица сильно не пострадала, дома не были разрушены или разграблены. Были возобновлены богослужения в храмах, легализовались существовавшие в Вырице тайные монашеские общины. В 1933—1949 годах в Вырице проповедовал преподобный Серафим Вырицкий, здесь он скончался и был похоронен.
В здании старой школы находился лагерь для советских военнопленных, многие из которых погибли. При освобождении советскими войсками были захвачены эшелоны, в которых немцы пытались насильственно вывезти в Германию захваченных ими местных жителей. После войны некоторые захоронения были обнаружены и перенесены на кладбище, поставлен памятник и установлен поклонный крест.
Вырица была освобождена частями 72-й стрелковой дивизии 110-го стрелкового корпуса 67-й армии Ленинградского фронта 28 января 1944 года в ходе Ленинградско-Новгородской операции.

#### Еврейское гетто
В 1939 году в посёлке проживали 138 евреев. В октябре-ноябре 1941 года всех евреев согнали в неотапливаемый сарай для скота. Здесь было создано еврейское гетто. На допросах в немецкой полиции евреев не только зверски избивали, но и пытали. Впоследствии нацисты и коллаборационисты использовали евреев как лошадей для повозок. Этим пользовался и полицейский Павел Булла, которого евреи вместо лошадей возили в комендатуру. Затем к ноябрю евреев вывезли в лес (около Вырицы) и поодиночке расстреляли. Некоторых евреев перед убийством заставляли рыть себе могилы, других просто бросали на земле. Весной 1942 года были обнаружены их обезображенные трупы.

#### Концлагерь для детей
В сентябре 1942 года немцы организовали в посёлке концлагерь, куда свозили детей с матерями и детей, потерявших родителей. Матерей отделяли от детей и изнуряли трудом. В лагере содержалось более 200 детей в возрасте от трёх до 14 лет. Детей изнуряли непосильным трудом и морили голодом, а у более здоровых немцы брали кровь для раненых. За год с небольшим от голода и лишений умерли десятки детей. Лагерь просуществовал до 1943 года. В 1980-е годы в Вырице по инициативе директора школы № 2 Б. В. Тетюева и местных жителей были захоронены останки погибших детей, а в 1985 году установлен памятник «Детям Ленинградской земли».

### Послевоенные годы
Согласно решению Исполкома Ленинградского областного Совета депутатов трудящихся от 31 декабря 1970 года № 604 в черту посёлка Вырица была включена деревня Петровка, расположенная в границах генерального плана посёлка. Деревня Петровка при этом была снята с учёта как самостоятельный населённый пункт.

#### Отдых в Вырице
После войны в Вырице были построены каменные дома и развита городская инфраструктура. В 1970-е годы здесь созданы пионерские лагеря и места летнего отдыха. Посёлок становится популярным детским курортом. Здесь находятся дачи многих известных людей: Д. С. Лихачева, М. Кураева, А. Кушнера, В. Бианки, В. Пикуля, И. Глазунова, К. Лаврова, М. Светина, О. Басилашвили

## География
Посёлок расположен:
- на берегах реки Оредеж
- в 60 км южнее Санкт-Петербурга[46], по автодорогам расстояние составляет 84 км от центра Санкт-Петербурга[47]
- расстояние до районного центра, города Гатчины — 32 км[48]

Через посёлок проходит железная дорога Санкт-Петербург — Оредеж; в центре посёлка расположена станция Вырица, в северной его части — платформа Михайловка. Кроме того, по Вырице проходит поселковая железная дорога Вырица — Посёлок, на которой расположены 1-я, 2-я и 3-я платформы.
Посёлок находится на автодороге 41А-003 (Кемполово — Выра — Шапки) в месте примыкания к ней автодороги 41К-108 (Пустошка — Вырица).
Из Вырицы до Гатчины можно доехать на автобусах № 534 и К-534А, до Сиверской — на автобусах № 503, 504 и 512, до деревни Мины — № 123Т

## Демография
| 1838    | 1862    | 1920    | 1923    | 1926    | 1935    | 1939    |
| ------- | ------- | ------- | ------- | ------- | ------- | ------- |
| 83      | ↗451    | ↗2115   | ↗3014   | ↘2920   | ↗5430   | ↗11 497 |
| 1945    | 1949    | 1959    | 1970    | 1979    | 1989    | 1997    |
| ↘5074   | ↗10 422 | ↗13 669 | ↗14 554 | ↘13 637 | ↘12 656 | ↘11 600 |
| 2002    | 2006    | 2009    | 2010    | 2012    | 2013    | 2014    |
| ↘11 163 | ↘10 500 | ↗10 523 | ↗11 884 | ↗12 096 | ↗12 240 | ↗12 384 |
| 2015    | 2016    | 2017    | 2018    | 2019    | 2020    | 2021    |
| ↗12 493 | ↗12 535 | ↘12 430 | ↘12 341 | ↘12 187 | ↘11 883 | ↗15 086 |
| 2023    | 2024    | 2025    |         |         |         |         |
| ↘14 937 | ↘14 873 | ↘14 788 |         |         |         |         |

### Национальный состав
Согласно данным Всероссийской переписи населения 2021 года в посёлке проживали 15 086 человек, из них:
 русские — 9876, украинцы — 34, татары — 30, узбеки — 21, цыгане — 21, армяне — 17, белорусы — 14, финны и ингерманландцы — 13, азербайджанцы — 12, евреи — 10, грузины — 7, таджики — 6, лакцы — 4, молдаване — 4, чуваши — 3, немцы — 2, башкиры — 1, казахи — 1, китайцы — 1, коми-пермяки — 1, латыши — 1, литовцы — 1, поляки — 1, русины — 1, саамы — 1, удмурты — 1, эстонцы — 1, другие национальности — 88 человек, остальные национальность не указали.

## Экономика
В посёлке действуют заводы: металлоизделий, опытно-механический, лесопильный, ткацкая фабрика «Узор» и др.
Сфера торговли представлена универмагом, рынком, торговыми центрами «Простор», «Вырицкий Двор», «Радуга», «Лида» и др., магазинами сетей «Пятёрочка», «Дикси», «Магнит» и др. Действуют несколько торговых баз, в том числе лесоторговая база, база строительных материалов и металлопроката. Имеется офис Сбербанка России, представители страховых компаний «РЕСО-Гарантия» и «Росгосстрах». Работают: Единый центр Документов, диско-бар «Chillout», фитнес-клуб «ТитаН», гостиница «Оредеж», аптека, ряд предприятий бытовых услуг, автошкола, Дом быта, три отделения почтовой связи.

## Транспорт
В посёлке расположены следующие остановочные пункты Октябрьской железной дороги:
- платформа Михайловка
- станция Вырица
- 1 платформа
- 2 платформа
- 3 платформа
- станция Посёлок

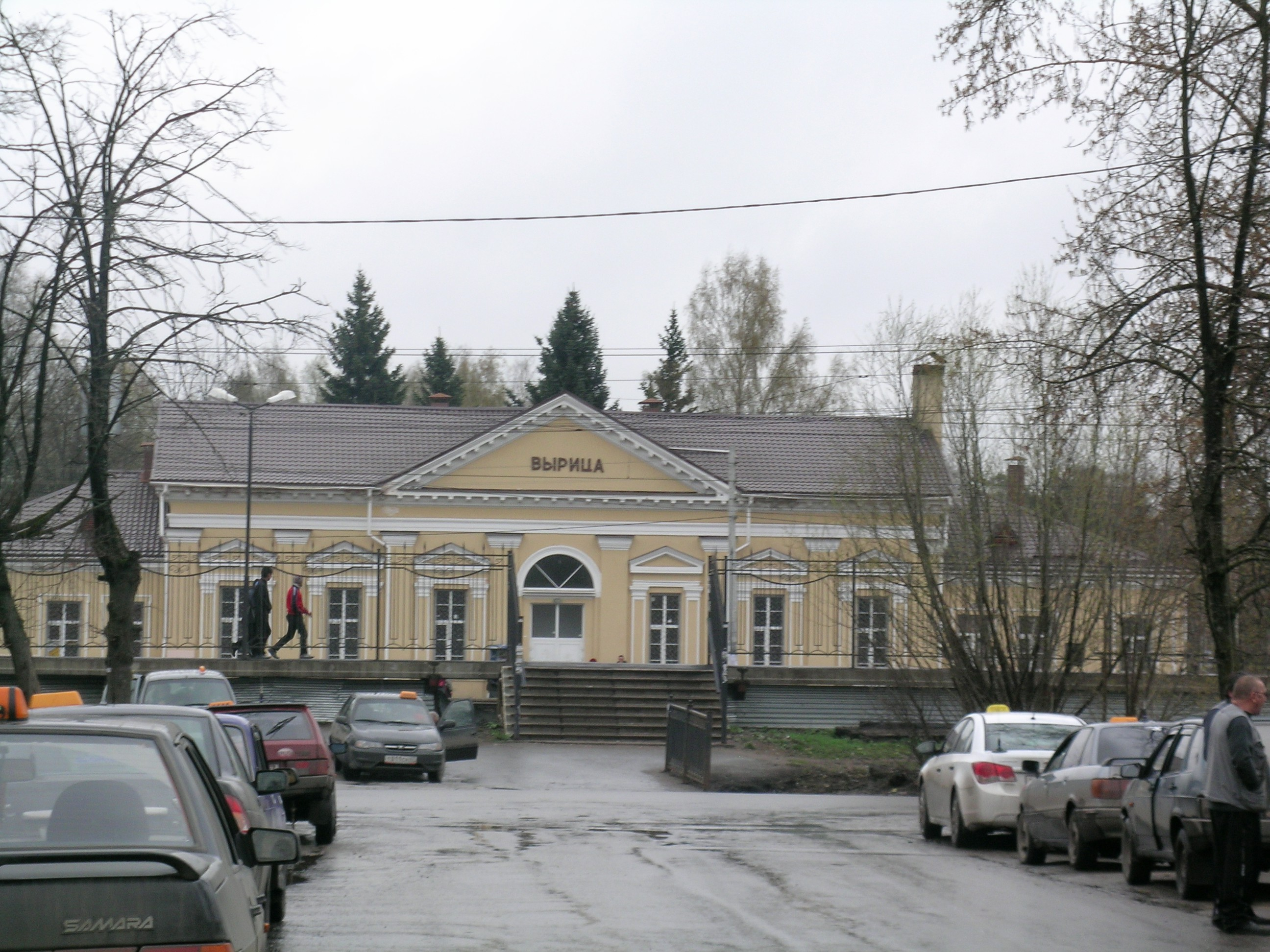
Вокзал в Вырице
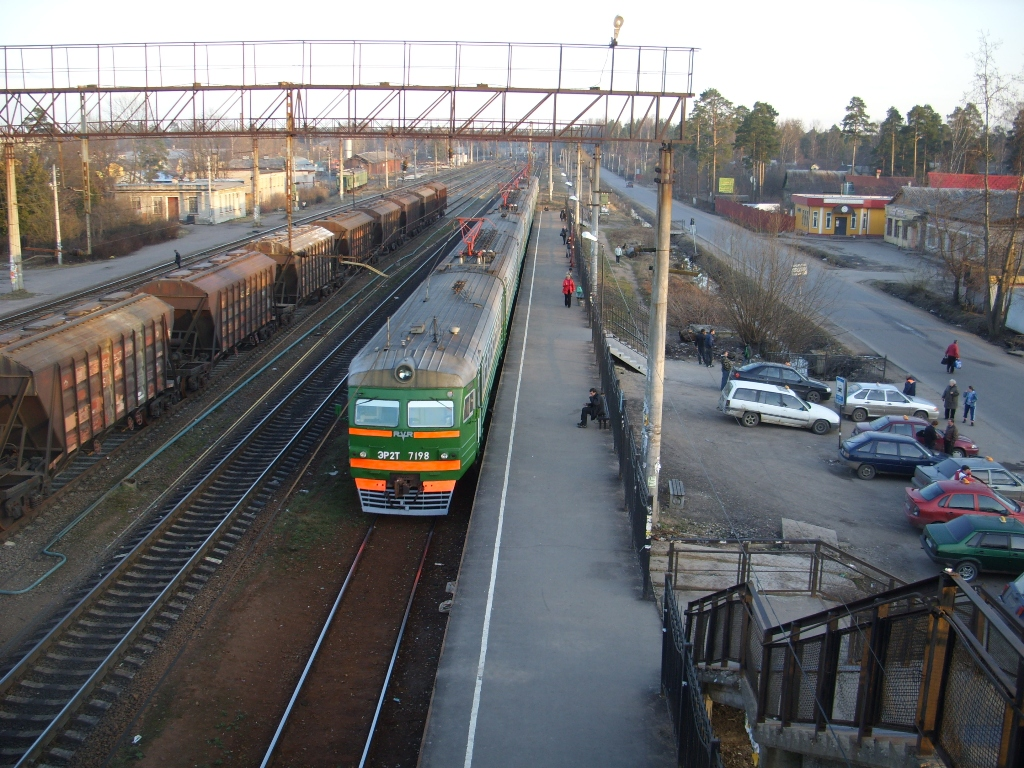
Путевое развитие станции Вырица, вид на юг
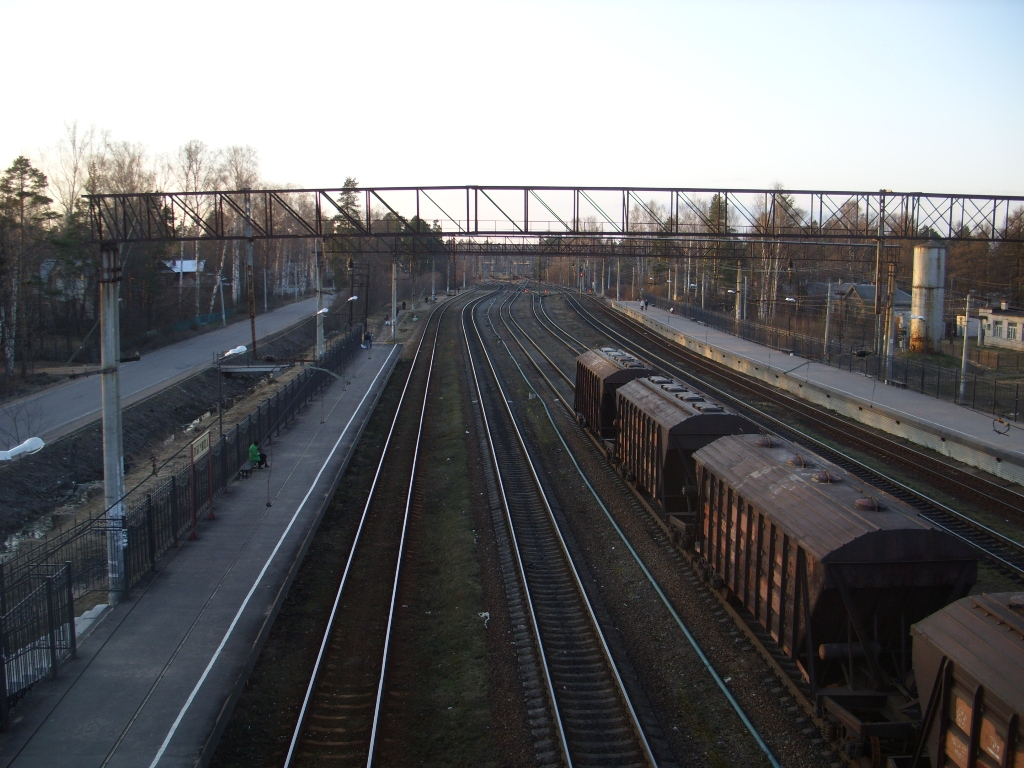
Путевое развитие станции Вырица, вид на север
Вырица. Магистральный проспект. 1900—1910 гг.

## Социальная сфера
В Вырице функционируют два детских сада и детский дом. Также есть поселковая им. И. А. Ефремова и детская библиотеки, Дом культуры.
В области здравоохранения работают районная больница, поликлиника. Действуют детские оздоровительно-образовательные центры «Маяк», «Балтийская звезда» и «Ювента».

## Образование
Три общеобразовательные школы, Детская школа искусств с тремя отделениями (инструментального исполнительства, изобразительного искусства, хореографии) .
В посёлке с 1937 года находится агробиологическая станция «Вырица» Российского государственного педагогического университета им. А. И. Герцена.

## СМИ
Телекомпания «Викинг»

## Достопримечательности
- В западной части Вырицы сохранились курганы XI—XII вв.
- Сохранились отдельные дачи, постройка которых датирована началом XX века (охотничий замок Витгенштейнов на берегу реки Оредеж).
- Вырица также известна как место расположения крупнейшей общины трезвенников Иоанна Чурикова.
- В посёлке расположены Петропавловская церковь, Казанская церковь и часовня Серафима Вырицкого.
- Своеобразной достопримечательностью можно назвать плотину — бывшую ГЭС.
- Васильевский дворец — дворцово-парковый ансамбль в южной части посёлка, на левом берегу реки Оредеж. Построен в 2006 году уроженцем Вырицы бизнесменом С. В. Васильевым.
- Музей имени писателя-фантаста И. А. Ефремова
- В историческом центре Вырицы, в Деревне Вырица[73] (именованная территория, исторический микрорайон Вырицы), в южной её части, находится Титово поле, претендент на особо охраняемую природную территорию местного значения.

## Фотографии

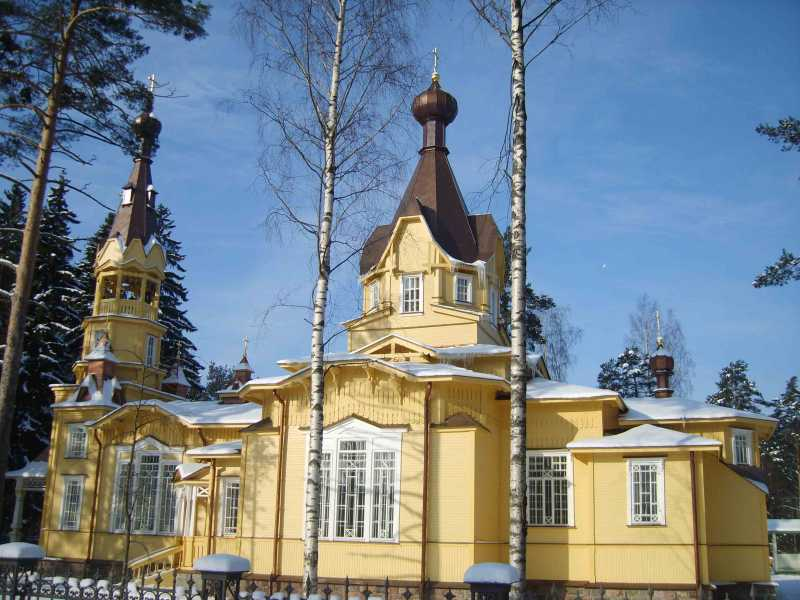
Церковь Св. Петра и Павла
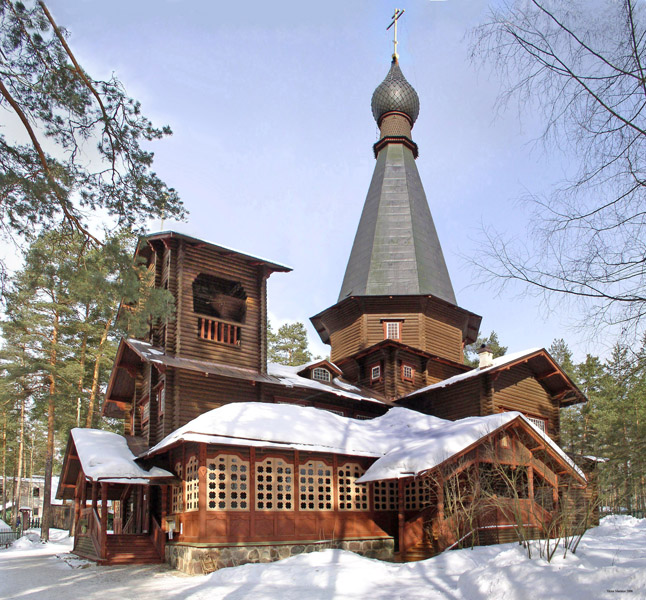
Церковь Казанской иконы Божией Матери
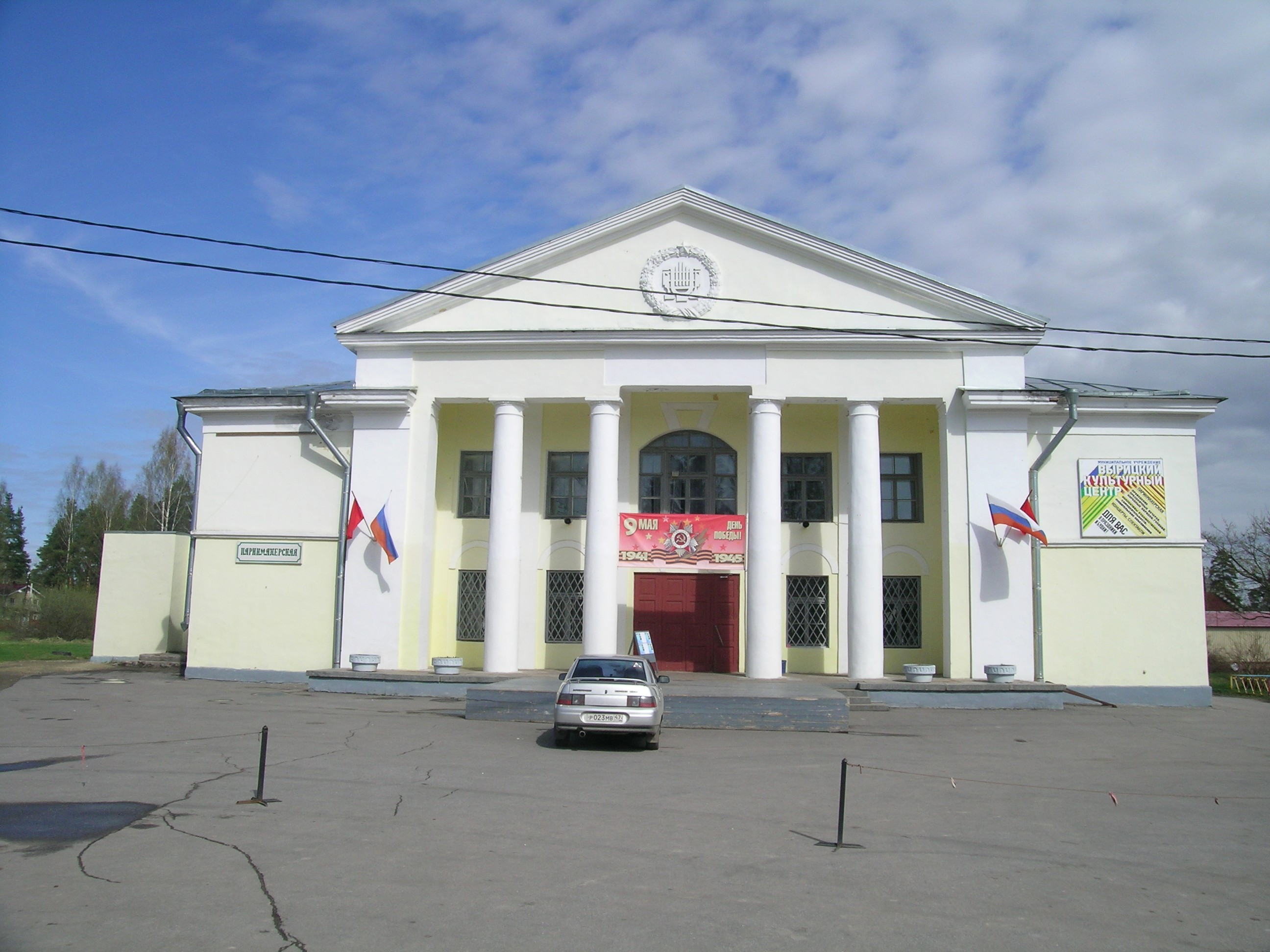
Вырицкий Культурный центр
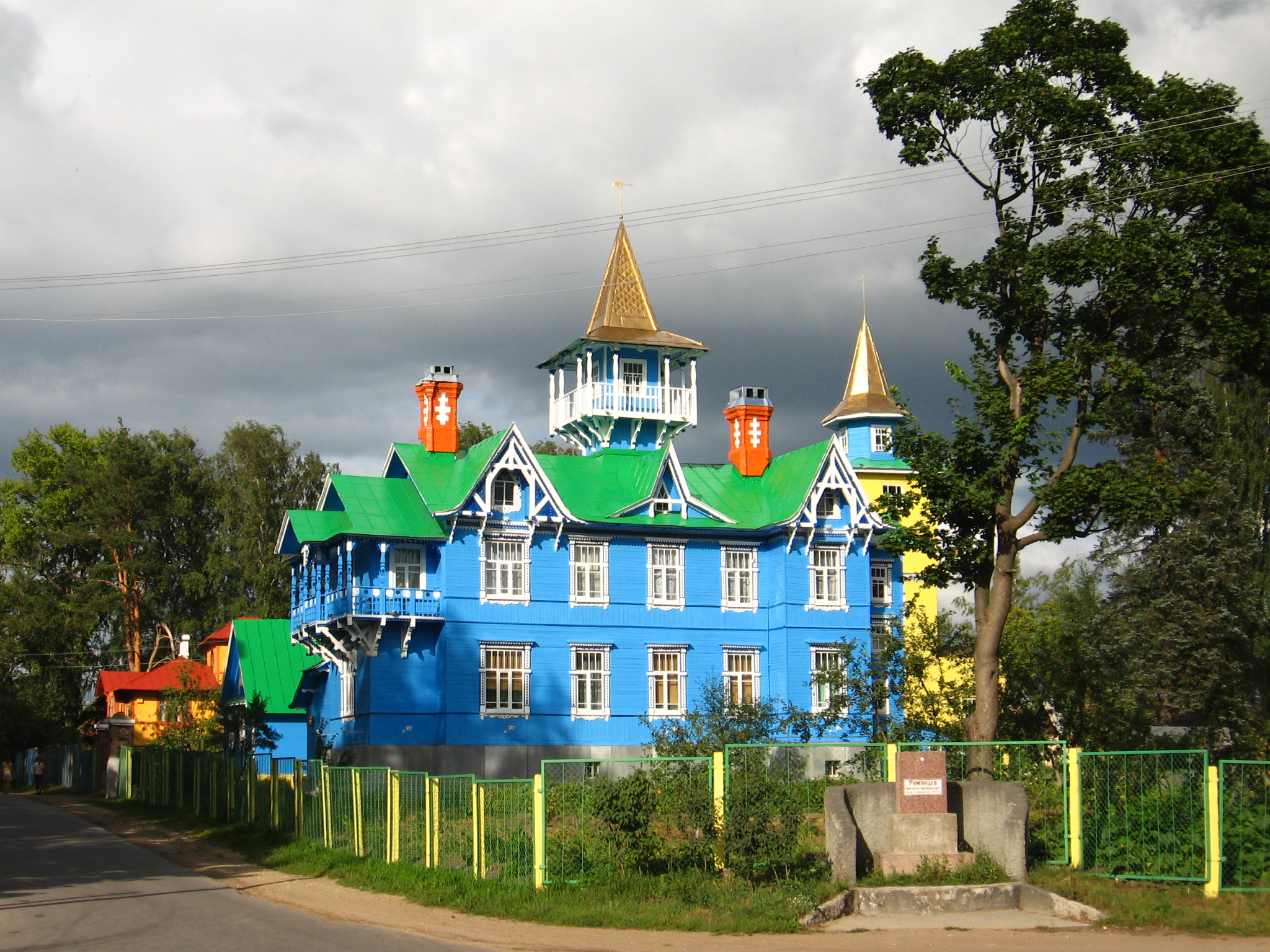
Здание общины Ивана Чурикова
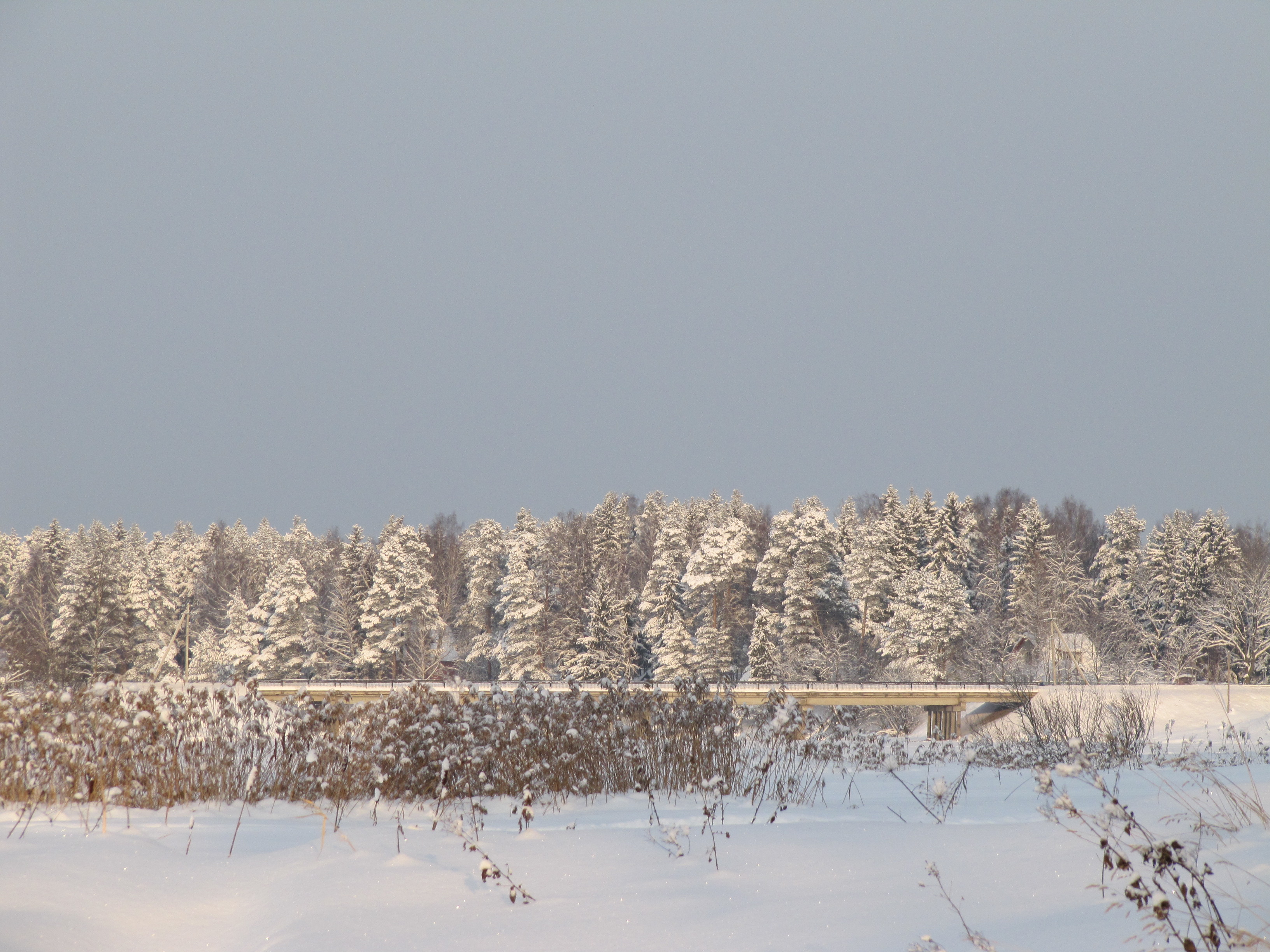
Мост через реку Оредеж
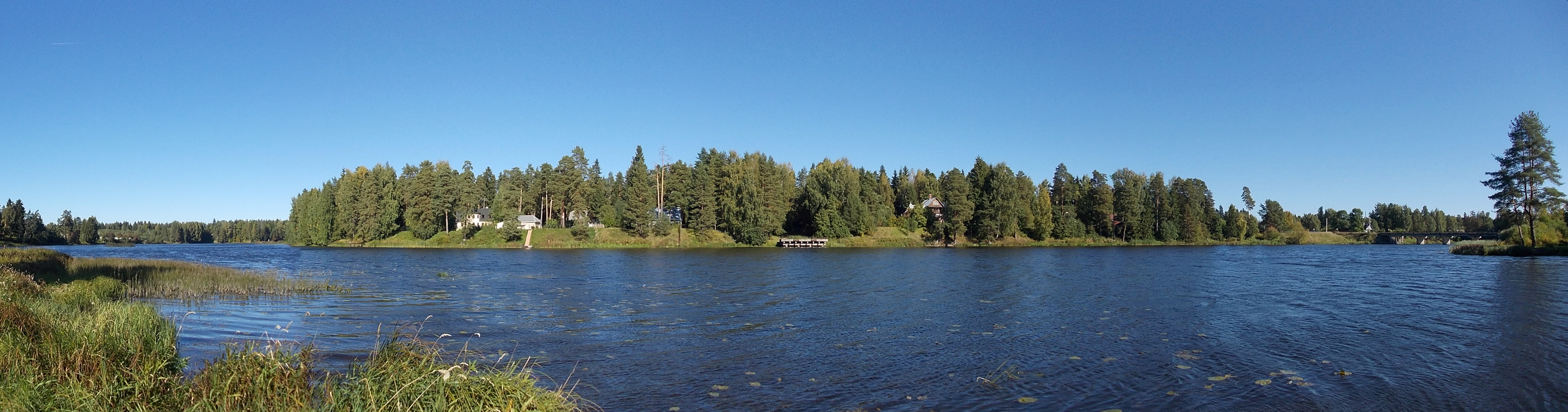
Панорама Вырицкого водохранилища на реке Оредеж

## Улицы
- 1 Мая,
- Алексеевская,
- Амбулаторный переулок,
- Андреевская,
- Астраханская,
- Бакунина,
- Балаковский проезд,
- Баркановская,
- Безымянный переулок,
- Белинского,
- Береговая,
- Бернадская,
- Блохина,
- Блюхера,
- Боровая,
- Бородинская,
- Брацлавский проспект,
- Бульварная,
- Бульварный переулок,
- Ватутина,
- Введенская,
- Введенский переулок,
- Весенний переулок,
- Винницкий проспект,
- Витгинштейна,
- Витебская,
- Владимирская,
- Воинова,
- переулок Воинова,
- Вокзальная,
- Волжская,
- Вологодский переулок,
- проспект Володарского,
- Вольская,
- Воронежская,
- Ворошилова,
- Восковская,
- Воскресенская,
- Восточный переулок,
- Вырицкий проезд,
- Вырицкий переулок,
- переулок ГЭС,
- Газа,
- Гастелло,
- переулок Гастелло,
- Гатчинская,
- Гатчинский переулок,
- Герцена,
- территория Глебово,
- Гоголя,
- Гражданская,
- Грибная,
- Дарского,
- переулок Дарского,
- Дачный переулок,
- Дворцовая,
- Декабристов,
- Дзержинского,
- Дивный переулок,
- Докудовский переулок,
- Дорожный переулок,
- Достоевского,
- Дружбы,
- Еленинская,
- Еленинский переулок,
- Елизаветинская,
- Еловый переулок,
- Ефимова,
- Железнодорожная,
- Жертв Революции,
- Зареченская,
- Зелёная,
- Земская,
- Зональная,
- Ивана Ефремова,
- Ивановский переулок,
- Казанская,
- территория Казарма 63 км,
- Калинина,
- Камышинская,
- Карбышева,
- Карла Маркса,
- проспект Кирова,
- Кноринская,
- Княжеская,
- Ковпака,
- Колхозный переулок,
- Кольцевая,
- Комарова,
- Коминтерна,
- Коммунальный проспект,
- Комсомольский проспект,
- Коняшина,
- Косинская,
- набережная Космонавтов,
- Косой переулок,
- Костромская,
- Котовского переулок,
- Кочкарная,
- Кошевого,
- Красная,
- Красных Партизан,
- Круговой переулок,
- Крупской,
- Крылова,
- Куйбышева,
- Купальная,
- Курицына,
- Курортный переулок,
- Лазо,
- Лейтенанта Шмидта,
- Ленина,
- Ленинградский проспект,
- Лермонтова переулок,
- Лермонтова,
- Лесная,
- Линковского,
- Литинская,
- Ломоносова,
- Луговая,
- Луговой переулок,
- Лужская,
- Льва Толстого,
- переулок М.Расковой,
- Майский проспект,
- Майский переулок,
- Максима Горького,
- Максимова,
- Максимовская,
- Малый переулок,
- Марата,
- Марининская,
- Матвеевская,
- Маяковского,
- Медведовский переулок,
- Мельничный проспект,
- Мельничный Ручей,
- Менделеева,
- Минская,
- Мира,
- Мирошниковская,
- Михаила Никанорова,
- Михайловская,
- Мичурина,
- Молодёжная,
- Московская,
- Моховая,
- Набережная,
- Надеждинская,
- Надеждинский переулок,
- Народный проспект,
- Нахимсона,
- Нижегородская,
- Никольская,
- территория Никольское,
- Новая,
- Новгородская,
- Новопроектируемая,
- Новоселов,
- Новый переулок,
- Огородникова,
- территория Озерешно,
- Октябрьская,
- Ольгинский переулок,
- Ольгопольский переулок,
- Ольгопольский проспект,
- Оредежская,
- Оредежский проезд,
- Осипенко,
- Островского,
- Охотничья,
- территория Очистные сооружения,
- Павловский проспект,
- Партизанская улица,
- Первый Овраг,
- Песочная,
- Петровская,
- Петроградская,
- Пильный проспект,
- Пионерский переулок,
- Плеханова,
- Повассара,
- Пограничная,
- Подольская,
- Полозова,
- Полтавская,
- Полякова,
- Пороховской переулок,
- Почтовая,
- Правды,
- Прибрежная,
- Прибрежный переулок,
- Пролетарский проспект,
- Проскуровский переулок,
- Пушкинская,
- Рабочая,
- Радищева,
- Ракеевская,
- Речная,
- Родниковый проезд,
- Рождественская,
- Рошаля,
- Рощинская,
- Рубинштейна,
- Румянцева,
- Рыбинская,
- Рылеева,
- Самарская,
- Саратовская,
- Сафоновская,
- Свердлова,
- Связи,
- Северная,
- Серафимовская,
- Сергучевская,
- Сиверское шоссе,
- Симбирская,
- Слуцкая,
- Смолевская,
- Снежный переулок,
- Соболевского,
- Советская,
- Солнечный проезд,
- Соседская,
- Сосновая,
- Софийская,
- Средняя,
- Степана Разина,
- Строителей,
- Суворовский проспект,
- Сузинская,
- Сызранская,
- Таллинская,
- Тамбовская,
- Тверская,
- Тельмана,
- Тихвинский переулок,
- Толбухина,
- Тосненская,
- Траншейная,
- Труда,
- проспект Труда,
- Тургенева,
- Удельная,
- Ульяновская,
- проспект Урицкого,
- Утинская,
- Ушаковская,
- Флотская,
- Флотский переулок,
- Фрунзе,
- Фурманова,
- Футбольная,
- Хвалынская,
- Хвойная,
- Царскосельская,
- Центральный переулок,
- Церковная,
- Чапаева,
- Черняховского,
- переулок Черняховского,
- Чехова,
- Шифлеровская,
- Школьный переулок,
- Щеголева,
- Щедрина,
- Щербаков переулок,
- Щорса,
- Энгельса,
- Ягодная,
- Ямпольская,
- Ярославская[74].

## Садоводства
Белогорка, Заря, Леноблстрой, Мельничный Ручей, Овражек, Поляна, Радуга, Ухта, Ухта-Кризо.